# Њу Самерфилд (Тексас)
Њу Самерфилд (енгл. New Summerfield) град је у америчкој савезној држави Тексас. По попису становништва из 2010. у њему је живело 1.111 становника.

## Демографија
Према попису становништва из 2010. у граду је живело 1.111 становника, што је 113 (11,3%) становника више него 2000. године.
| Група             | 2000.       | 2010.       |
| Белци             | 352 (35,3%) | 280 (25,2%) |
| Афроамериканци    | 24 (2,4%)   | 30 (2,7%)   |
| Азијати           | 0 (0,0%)    | 2 (0,2%)    |
| Хиспаноамериканци | 620 (62,1%) | 794 (71,5%) |
| Укупно            | 998         | 1.111       |